# よみうりゴルフ倶楽部
よみうりゴルフ倶楽部（よみうりゴルフくらぶ）は、東京都稲城市矢野口にあるゴルフ場である。

## 概要
1957年（昭和32年）、第5回ワールドカップが「霞ヶ関カンツリー倶楽部」で開催され、小野光一と中村寅吉が団体戦に初優勝した。この大会の誘致は、国際ゴルフ連盟の創始者（原子力平和使節団長）J・ホプキンスと国務大臣、株式会社読売新聞社主（原子力委員会委員長）正力松太郎の「原子力平和利用」交遊が実を結んだ結果だった。その時、正力松太郎は国際競技水準のゴルフ場を造ろうと決意した。そして、読売グループでは「よみうりランド構想」が動き出した。
神奈川県川崎市菅地区に川崎競馬場を移転。その隣接の東京都稲城地区を加えた用地は遊園地と、パブリックゴルフコース18ホールと国際級ゴルフ場18ホールが計画された。
1959年（昭和34年）8月、「よみうりパブリックコース」のコース設計を井上誠一に依頼、コース造成工事が着工された。1961年（昭和36年）6月1日、インコース（現・アウトコース）が完成し、仮開場された。同年8月1日、アウトコース（現・インコース）が完成した。1961年（昭和36年）11月1日、18ホールが正式開場され、アーノルド・パーマー、ゲーリー・プレーヤーが開場式に参加した。
1962年（昭和37年）11月、「東京よみうりカントリークラブ」（1964年（昭和39年）開場、設計:井上誠一）が完成し仮開場。理事長に正力が就任した。1962年（昭和37年）、遊園地よみうりランドの拡張が開始され、1964年（昭和39年）、モノレールの延長によりパブリックコースのアウトコース9ホールが閉鎖となった。その2カ月後の7月1日、コース設計を浅見緑蔵に依頼。造成工事を行っていたインコース9ホールが完成し、従来のインコース9ホールをアウトコースとする読売パブリーツク18ホールが誕生した。
1978年（昭和53年）、「千葉よみうりカントリークラブ」が開場したことでパブリックコースを移転させ、東京よみうりパブリーツクコースは法人会員制の「よみうりゴルフ倶楽部」となった。

## 所在地
東京都稲城市矢野口3376-1番地

## コース情報
- 開場日 - 1961年11月1日
- 設計者 - 井上誠一
- 面積 - 660,000m2（約19.9万坪）
- コースタイプ - 丘陵コース
- コース - 18ホールズ、パー72、6,831ヤード、コースレート ベント70・5、コウライ69・2
- フェアウェー - コウライ
- ラフ - ノシバ
- グリーン - 2グリーン、ベント、コウライ
- ラウンドスタイル - キャディ付・歩行
- 練習場 - 12打席70ヤード
- 休場日 - 12月31日、1月1日[2]

## クラブ情報
- ハウス面積 - 2,800m2（約847坪）
- ハウス設計 - 大成建設株式会社
- ハウス施工 - 大成建設株式会社[2]

## ギャラリー
- コース - 「よみうりゴルフ倶楽部」、コース紹介、2021年3月18日閲覧
- ハウス - 「よみうりゴルフ倶楽部」、施設紹介、2021年3月18日閲覧

## 交通アクセス
鉄道
- 小田急電鉄（小田原線・多摩線） - 新百合ヶ丘駅より タクシー利用約15分
- 京王相模原線 - 京王よみうりランド駅より タクシー利用約5分[3]

道路
- 中央自動車道 - 稲城ICより 約3km 約10分
- 東名高速道路 - 川崎ICより 約10km 約30分[3]

## 関連文献
- 『ゴルフ場ガイド 東版』、2006-2007、「よみうりゴルフ倶楽部」、東京 ゴルフダイジェスト社、2006年5月、2021年3月18日閲覧
- 『美しい日本のゴルフコース BEAUTIFUL GOLF CULTURE IN JAPAN 日本のゴルフ110年記念 ゴルフは日本の新しい伝統文化である』、ゴルフダイジェスト社「美しい日本のゴルフコース」編纂委員会編、「100万坪の敷地に遊園地、国際級18ホール、パブリック18ホールのよみうりランド計画によって誕生」、東京 ゴルフダイジェスト社、2013年12月、2021年3月18日閲覧